# جيليت بوركا
جيليت بوركا باتي (بالأمهرية: ገለቴ ቡርቃ) هي عداءة مسافات طويلة ومتوسطة إثيوبية ولدت في يوم 23 يناير 1986 في بلدة كوفيلي في إثيوبيا، أبرز إنجازاتها هو فوزها بالميدالية الفضية في بطولة العالم لألعاب القوى 2015 في سباق 10000 متر، وفازت بالميدالية الذهبية في بطولة العالم لألعاب القوى داخل الصالات 2008 في فالنسيا في سباق 1500 متر وبالميدالية البرونزية في بطولة العالم لألعاب القوى داخل الصالات 2010 في الدوحة وبالميدالية البرونزية في سباق 3000 متر في بطولة العالم لألعاب القوى داخل الصالات 2012.

## روابط خارجية
- جيليت بوركا على موقع الاتحاد الدولي لألعاب القوى (الإنجليزية)
- جيليت بوركا على موقع الدوري الماسي (الإنجليزية)
- جيليت بوركا على موقع أوليمبيديا (الإنجليزية)